# Jeżów (Jędrzejów)
Pour les articles homonymes, voir Jeżów.
Jeżów est une localité polonaise de la gmina de Sędziszów, située dans le powiat de Jędrzejów en voïvodie de Sainte-Croix.